# 馬傑特鎮區 (明尼蘇達州密爾湖縣)
馬傑特鎮區（英語：Muggett Township）是位於美國明尼蘇達州密爾湖縣的一個行政鎮區。

## 歷史
馬傑特鎮區於1916年設立，得名自縣政府專員以賽亞·S·馬傑特（Isaiah S. Mudgett）。

## 地方資料
馬傑特鎮區的面積為78.48平方千米，當中陸地面積為78.18平方千米，而水域面積為0.30平方千米。根據2020年美國人口普查的數據，當地共有人口89人，而人口密度為每平方千米1.13人。